# كريستوفر فيليبس
كريستوفر فيليبس (بالإنجليزية: Christopher Phillips)‏ هو فيلسوف أمريكي، ولد في 15 يوليو 1959 في نيوبورت نيوز في الولايات المتحدة.